# Leptostylis
Leptostylis – rodzaj roślin z rodziny sączyńcowatych. Obejmuje 8 gatunków.

## Systematyka
Rodzaj należy do podrodziny Chrysophylloideae Luersson w obrębie sączyńcowatych.
Wykaz gatunków
- Leptostylis filipes Benth.
- Leptostylis gatopensis Guillaumin
- Leptostylis goroensis Aubrév.
- Leptostylis grandifolia Vink
- Leptostylis longiflora Benth.
- Leptostylis micrantha Beauvis.
- Leptostylis multiflora Vink
- Leptostylis petiolata Vink